# Podnebesnaja No. 1
Podnebesnaja No.1 (in russo Поднебесная No.1?) è un album raccolta prodotto da Ivan Šapovalov e uscito il 9 aprile 2004 al termine del progetto Podnebesnaja.

## Descrizione
Il CD è una raccolta di canzoni prodotte da Ivan Šapovalov e realizzate durante il progetto t.A.T.u. v Podnebesnoj. Nonostante il CD sia accreditato come t.A.T.u., l'unico brano del duo inserito è una demo incisa solamente da Lena Katina.
La canzone Volodja Putin, contenuta nell'album, causò diverse controversie in Russia al momento della pubblicazione.

## Tracce
1. Miša Chodarevskij e Dima Šumkov – Digital Pussy – 4:09
2. Lena Katina – Beločka (Белочка) – 2:47 – [accreditato come t.A.T.u.]
3. n.A.T.o. – Čorčovon (Чорчовон) – 3:41
4. Mao – Volodja Putin (Володя Путин) – 4:16
5. Bonč Bru Bonč – Zakony prosty (Законы просты) – 4:14
6. Chelija – Najdu (Найду) – 3:30
7. Chudožnik – Radioštorm (Радиошторм) – 2:50
8. Vitëk – Smysla net (Смысла нет) – 3:50
9. Orkrist – Planeta (Планета) – 2:26
10. Katja Nečaeva – Ne ždala (Не ждала) – 3:34
11. Podnebesnaja Razrabotka – Chuj vojne (Хуй войне) – 4:42
12. Fly_Dream – Meždu nebom (Между небом) – 4:28
13. 7B – Inoplaneten (Инопланетен) (Video) – 2:41

## Classifiche
Classifiche mensili
| Classifica (2004) | Posizione massima |
| ----------------- | ----------------- |
| Russia            | 2                 |

## t.A.T.u. v Podnebesnoj(serie televisiva)
Il progetto Podnebesnaja (in inglese underheaven o celestial) era una compagnia di produzione musicale gestita da Ivan Šapovalov. Ebbe inizio nel 2003 a Mosca con l'intento di produrre il secondo album in studio delle t.A.T.u., ma dopo il divorzio del duo con Šapovalov, anche l'idea originale cessò.
Durante il progetto Podnebesnaja, Šapovalov ebbe l'idea di girare un documentario che mostrasse le registrazioni del nuovo album del duo. La serie t.A.T.u. v Podnebesnoj (in russo Тату в Поднебесной?) fu girata in Russia e mandata in onda sulla rete televisiva russa STS a partire dal gennaio del 2004. I suoi contenuti, però, mostravano raramente le ragazze durante le registrazioni, e la maggior parte del documentario narrava di Šapovalov e degli altri suoi progetti. La serie continuò ad apparire fino a marzo dello stesso anno.
Il titolo della serie è anche conosciuto come Podnebesnoj oppure t.A.T.u. Podnebesnoj.